# Canadian Two in One Capital Auto
Canadian Two in One Capital Auto war ein kanadischer Hersteller von Automobilen.

## Unternehmensgeschichte
Das Unternehmen hatte seinen Sitz in Amherstburg. Die Geldgeber kamen aus Detroit. Als 1911 in einem neuen Werk die Produktion von Automobilen begann, hatten die Geldgeber allerdings das Interesse schon wieder verloren. Der Markenname lautete Amherst. Im Folgejahr endete die Produktion. Insgesamt entstanden drei Fahrzeuge.
Brock Motors nutzte später das Werk.

## Fahrzeuge
Das einzige Modell 40 war ein Tourenwagen Sein Vierzylindermotor leistete 40 PS. Besonderheit war die Variabilität des hinteren Aufbaus, sodass die Fahrzeuge leicht in ein Nutzfahrzeug verwandelt werden konnten.